# Národní park Poloniny
Národní park Poloniny (slovensky Národný park Poloniny) se nachází na severovýchodním Slovensku v okrese Snina v Prešovském kraji, na hranicích s Polskem a Ukrajinou. Park leží v horském pásmu Bukovské vrchy, které náleží k Východním Karpatům. Národný park Poloniny byl vyhlášen 1. října 1997 na ploše 298,05 km² s ochranným pásmem 109,73 km². Vybrané oblasti parku jsou spolu s dalšími lokalitami na Slovensku, Ukrajině a v Německu zapsány na Seznamu světového dědictví UNESCO pod názvem Původní bukové lesy Karpat a dalších oblastí Evropy.
Název dostal národní park podle polonin, travnatých ploch na hřebenech východních Karpat nad pásmem lesů – zespodu jsou poloniny ohraničeny lesem, nikoli křovinatým pásmem.

## Historie
První stopy osídlení sahají do konce mladší doby kamenné (eneolitu). V dalších obdobích bylo osídlení řídké, takže zprávy pocházejí až z období středověku. Na vývoj osídlení měla vliv i valašská kolonizace v 15. a 16. století pasteveckým a zemědělským etnikem označovaným jako Ruthéni či Rusíni. Nejstarší písemně doloženou obcí je Ulič, poprvé zmíněná roku 1450, další vznikaly převážně v 16.–18. století. Svědectvím mistrovství a umu místních obyvatel jsou dřevěné pravoslavné a řeckokatolické kostelíky, z nichž některé jsou národními kulturními památkami, např. Chrám svatého archanděla Michaela (Topoľa),  Kostel svatého Michaela Archanděla (Ruský Potok), Chrám svatého archanděla Michaela (Uličské Krivé).
Celé území Polonin a Podkarpatska bylo od 11. století až do první světové války součástí Uherského království. Během války zde probíhaly boje mezi rakouskouherskou a ruskou armádou, které připomínají vojenské hřbitovy, např. v Ruském Potoku, Stakčíně, Parihuzovcích.

### Světové dědictví
Původní bukové lesy Havešová, Stužica a Rožok (všechny tři jsou v Bukovských vrších) byly díky nenarušenému ekosystému prohlášeny 28. června 2007 UNESCEM za Světové kulturní dědictví. Spolu s jedním místem na Slovensku v pohoří Vihorlat, dalšími šesti na Ukrajině a pěti v Německu jsou na seznamu zapsány pod názvem Původní bukové lesy Karpat a dalších oblastí Evropy. Kvůli nutnosti chránit neobyčejnou hodnotu těchto lesů je veřejnosti přístupný pouze les Stužica.[zdroj?]

## Přírodní poměry
Park leží v okrese Snina v Prešovském kraji. Sousedí s národním parkem Bieszczady v Polsku a s Užanským národním parkem na ukrajinské straně. Tyto tři národní parky tvoří spolu s přilehlými lokalitami biosférickou rezervaci Východní Karpaty. Nejvyšší bod parku (1208 m n. m.) leží v místě, kde se setkávají hranice Slovenska, Polska a Ukrajiny. Je to blízko hřebene hory Kremenec. Park je nejvýchodnější a zároveň nejméně obydlenou částí Slovenska. Turistické stezky vedou z vesnic z Nové Sedlice, z Runiny, Topoľu a Uličské Krivé.

### Flora a fauna

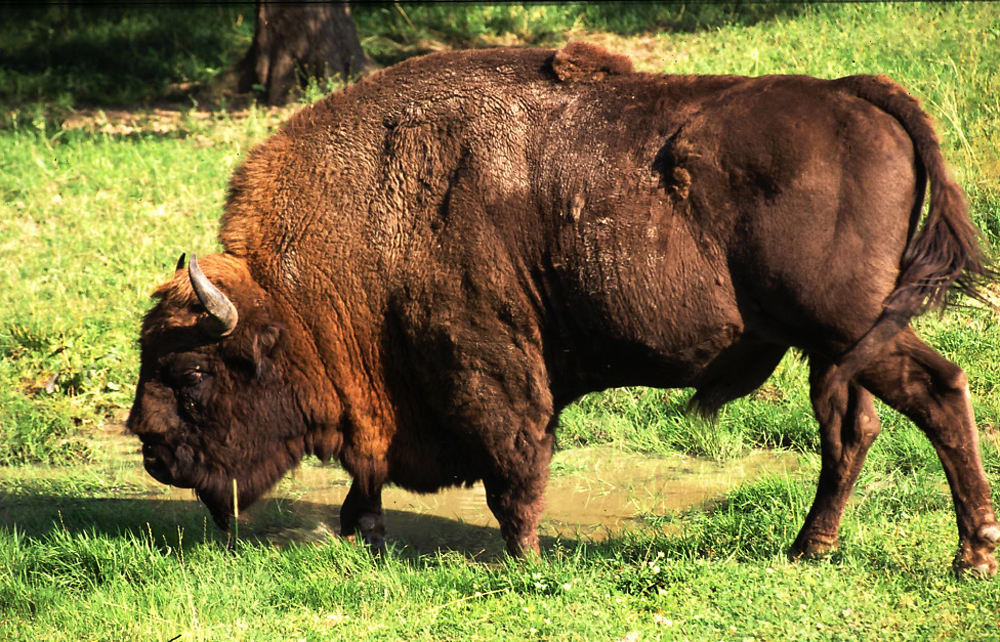
Zubr evropský

Území parku pokrývají z 80 % lesy. Převažují přitom smíšené bukové a javorové porosty. V parku je nejvyšší koncentrace pralesů na Slovensku. Pralesy jsou vyhlášeny národními přírodními rezervacemi. Zejména na hlavním hřebeni Bukovských vrchů jsou časté také poloniny.
Mnohé druhy organismů žijících v národním parku jsou endemiti. V Poloninách se vyskytuje 800 druhů plísní a sto druhů lišejníků. V parku žije okolo 5980 známých druhů bezobratlých (například 91 druhů měkkýšů, 1472 druhů stejnokřídlých, 819 druhů motýlů, 403 druhů pavouků) a 294 obratlovců. Z obratlovců to je třináct druhů obojživelníků, osm druhů plazů, 198 druhů ptáků a 55 druhů savců, včetně rysa ostrovida, medvěda a vlka.[zdroj?] V roce 2004 bylo do parku reintrodukováno malé stádo zubra.

## Maloplošná chráněná území ve správě Národního parku Poloniny
| # | Název        | výměra ha | rok vytvoření | stupeň ochrany |
| - | ------------ | --------- | ------------- | -------------- |
| 1 | Havešová     | 171,32    | 1964          | 5.             |
| 2 | Jarabá skala | 359,94    | 1964          | 5.             |
| 3 | Pľaša        | 110,8     | 1967          | 5.             |
| 4 | Pod Ruským   | 11,1412   | 1988          | 4.             |
| 5 | Rožok        | 67,13     | 1965          | 5.             |
| 6 | Stinská      | 90,78     | 1986          | 5.             |
| 7 | Stužica      | 761,49    | 1965          | 5.             |

| #  | Název             | výměra ha | rok vytvoření | stupeň ochrany |
| -- | ----------------- | --------- | ------------- | -------------- |
| 1  | Bahno             | 2,78      | 1988          | 5.             |
| 2  | Borsučiny         | 83,72     | 1993          | 5.             |
| 3  | Borsukov vrch     | 146,7928  | 2015          | 5.             |
| 4  | Bzaná             | 15,46     | 1993          | 4.             |
| 5  | Gazdoráň          | 17,3      | 1993          | 4.             |
| 6  | Grúnik            | 4,6       | 1982          | 4.             |
| 7  | Hlboké            | 2,28      | 1988          | 5.             |
| 8  | Ruské             | 1,4614    | 1988          | 4.             |
| 9  | Stinská slatina   | 2,76      | 1988          | 5.             |
| 10 | Stružnická dolina | 2,24      | 1982          | 4.             |
| 11 | Šípková           | 156,32    | 1993          | 5.             |
| 12 | Udava             | 391,98    | 1982          | 5.             |
| 13 | Uličská Ostrá     | 25,24     | 1993          | 5.             |

Evropsky významné lokality (Natura 2000):
- Bukovské vrchy
- Stinská
- Ublianka
- Ulička

## Turistika
Národní park je otevřen celoročně. V zimě láká běžkaře, v létě turisty. Kromě několika horských stezek je zde stezka spojující dřevěné kostely z 18. století ve vesnicích Topoľa, Uličské Krivé a Ruský Potok.

## Galerie

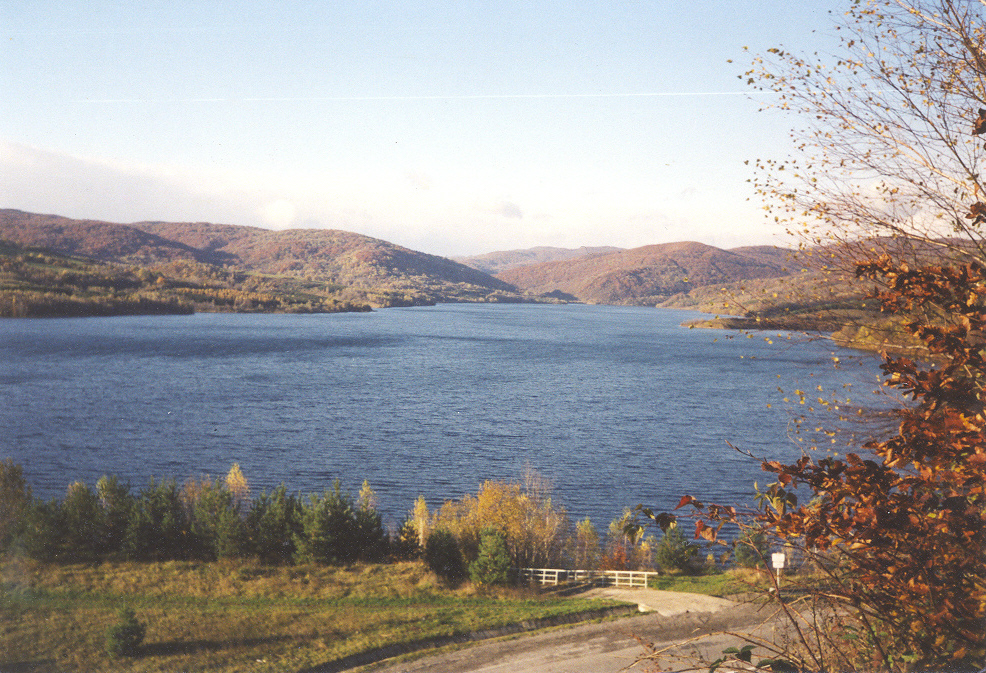
Vodní nádrž Starina
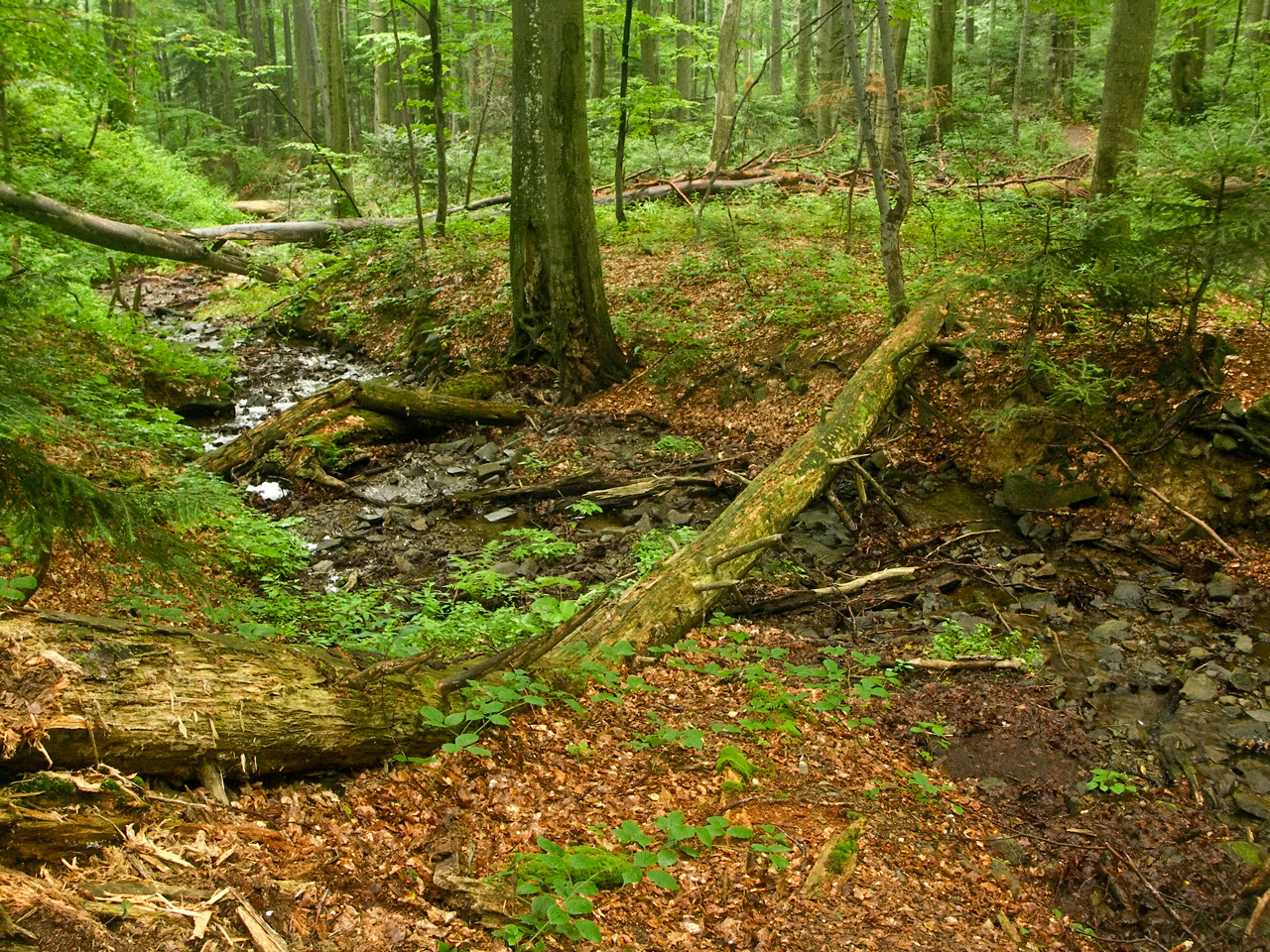
Prales ve Stužici
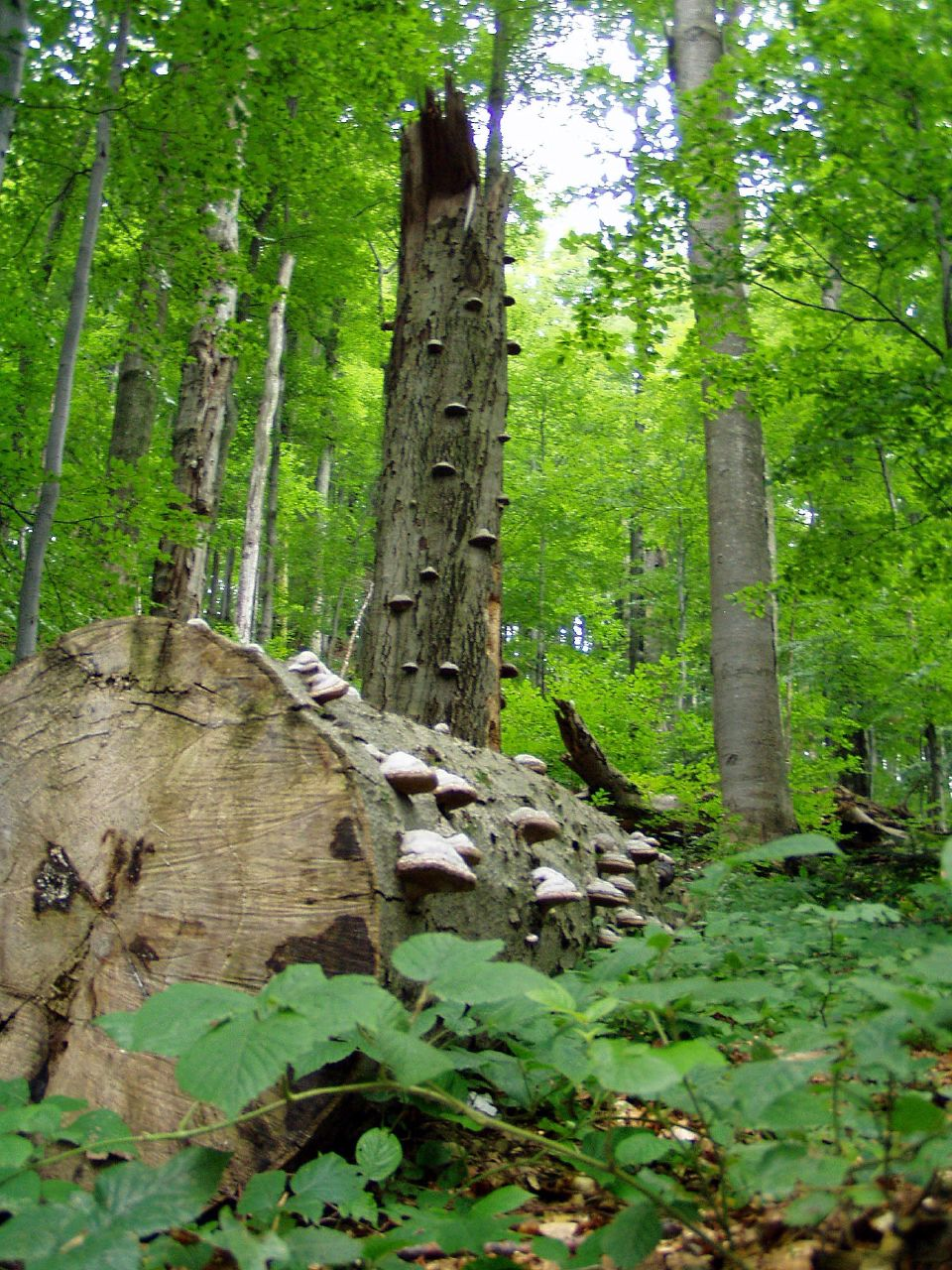
Prales Stužica
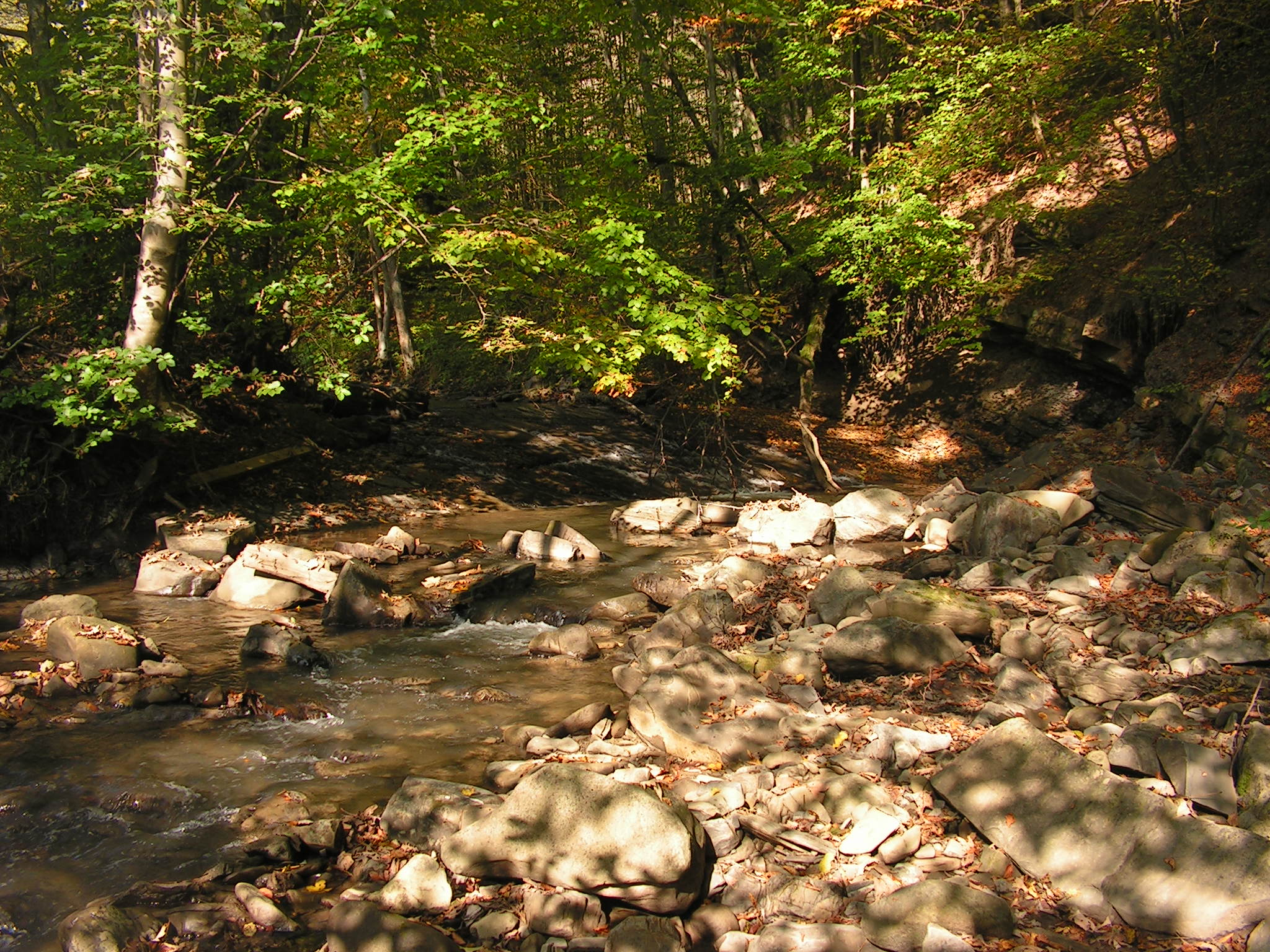
Zbojský potok
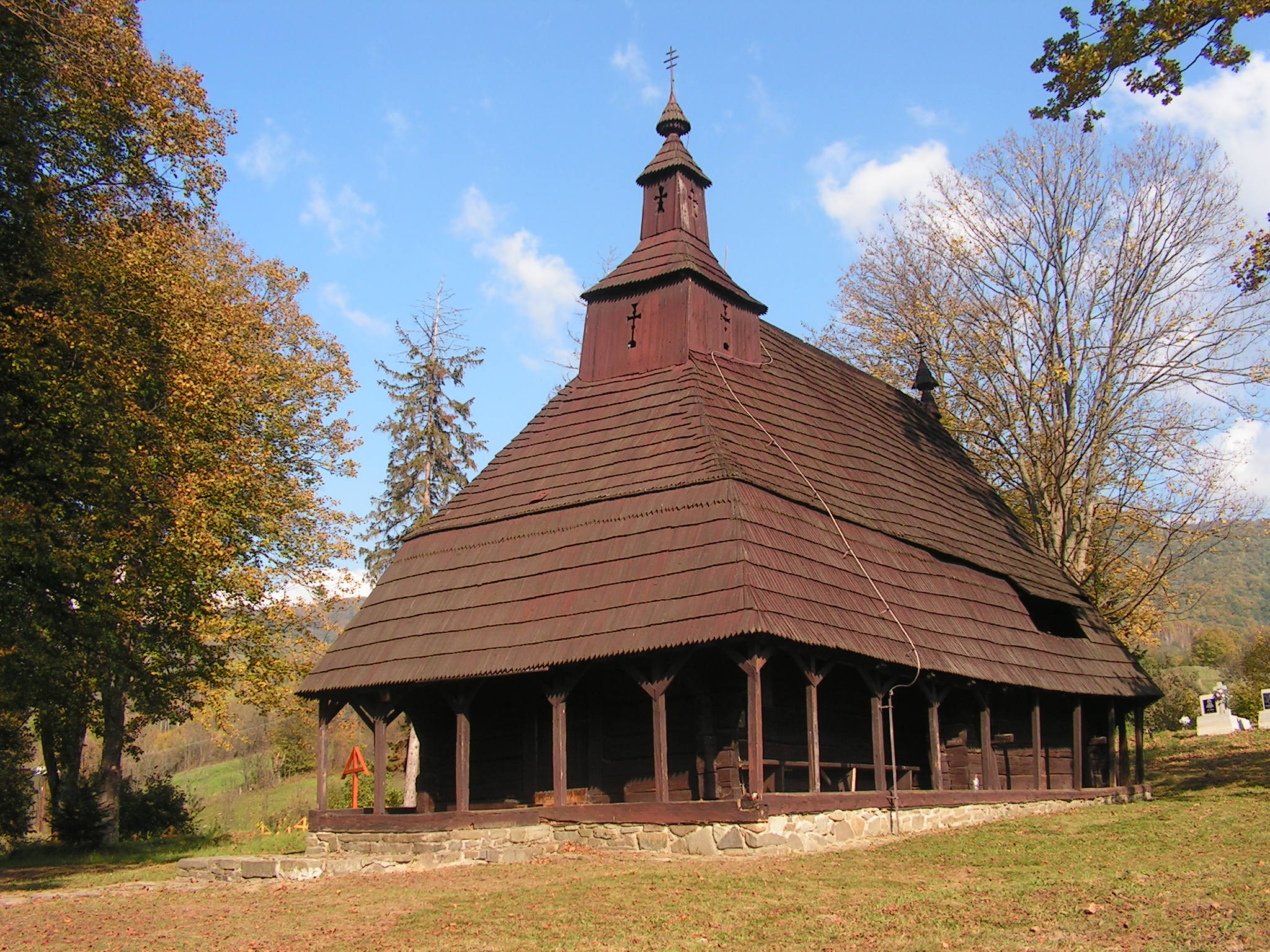
Dřevěný kostel ve vesnici Topoľa